# Grand-Place de Bréda
Pour les articles homonymes, voir Grand-Place (homonymie).
La Grand-Place (Grote Markt en néerlandais) est la place principale de la ville de Bréda aux Pays-Bas, située dans le centre-ville, proche du Havermarkt (« marché d'avoine ») et la Reigerstraat (« rue du Héron »).
Sur la place se trouvent de nombreux restaurants et cafés, la grande église Notre-Dame avec la tombe d'Engelbert II de Nassau et l'hôtel de ville.

## Histoire
En 1313, il y avait deux grands marchés annuels : le marché Sinxen et le marché Barnis. La municipalité de Bréda faisait exécuter les criminels sur la Grand-Place.
Au Moyen Âge il y avait trois auberges situées sur la Grand-Place : L'« auberge de l'ours » (Herberg de Beer), l'« auberge du cygne » (Herberg de Zwaan) et l'« auberge Wilderman ». Il y avait aussi une « halle aux viandes » (Vleeshal).

## Événements
Sur la Grand-Place se déroulent de nombreux événements tels que le festival de jazz de Bréda et le carnaval de Breda. La place est aussi le départ et l'arrivée de la Singelloop de Bréda.
Chaque décembre, il y a un marché de Noël et un grand sapin de Noël est placé au milieu de la place.

## Galerie

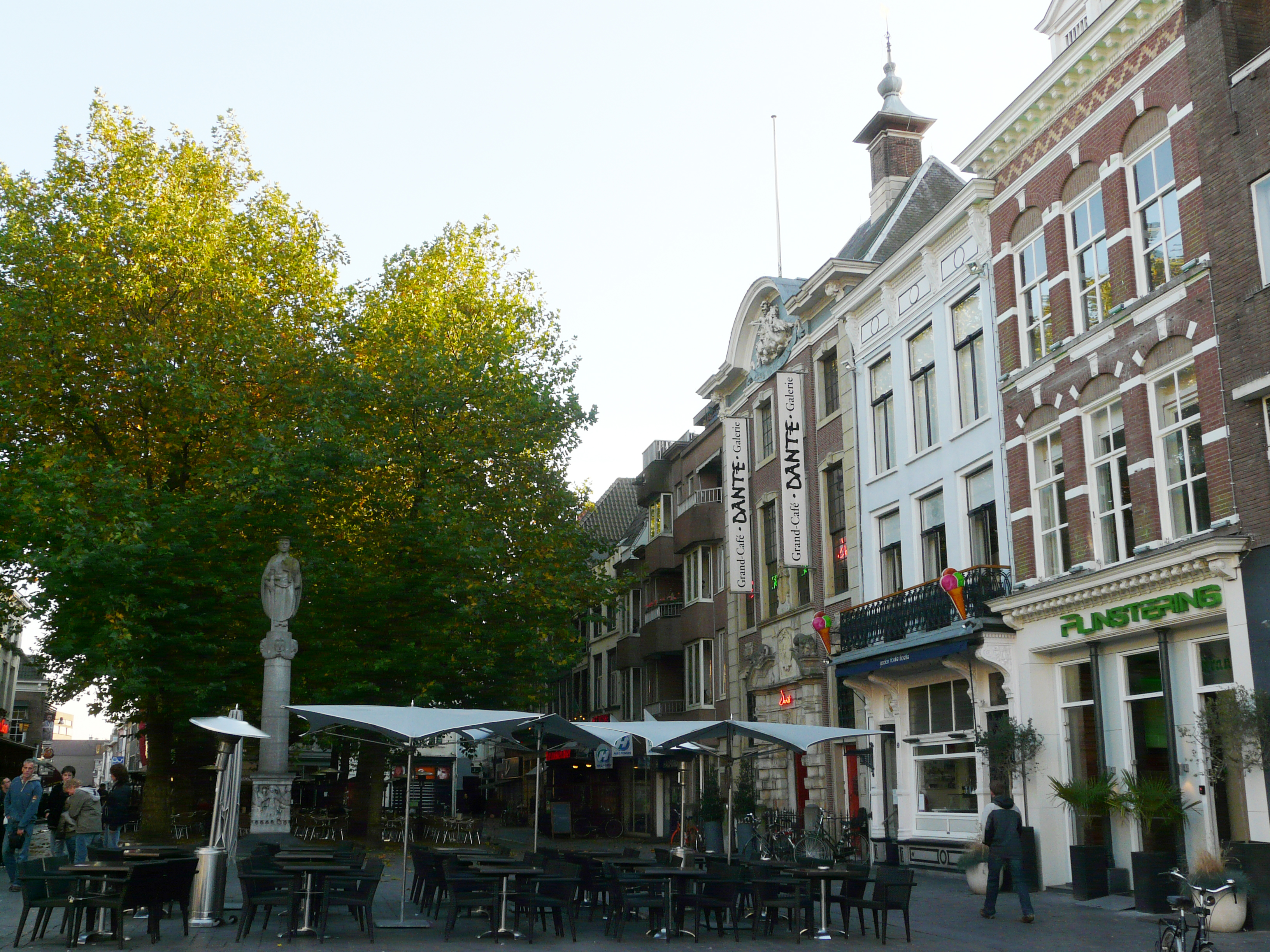
La Grand-Place.
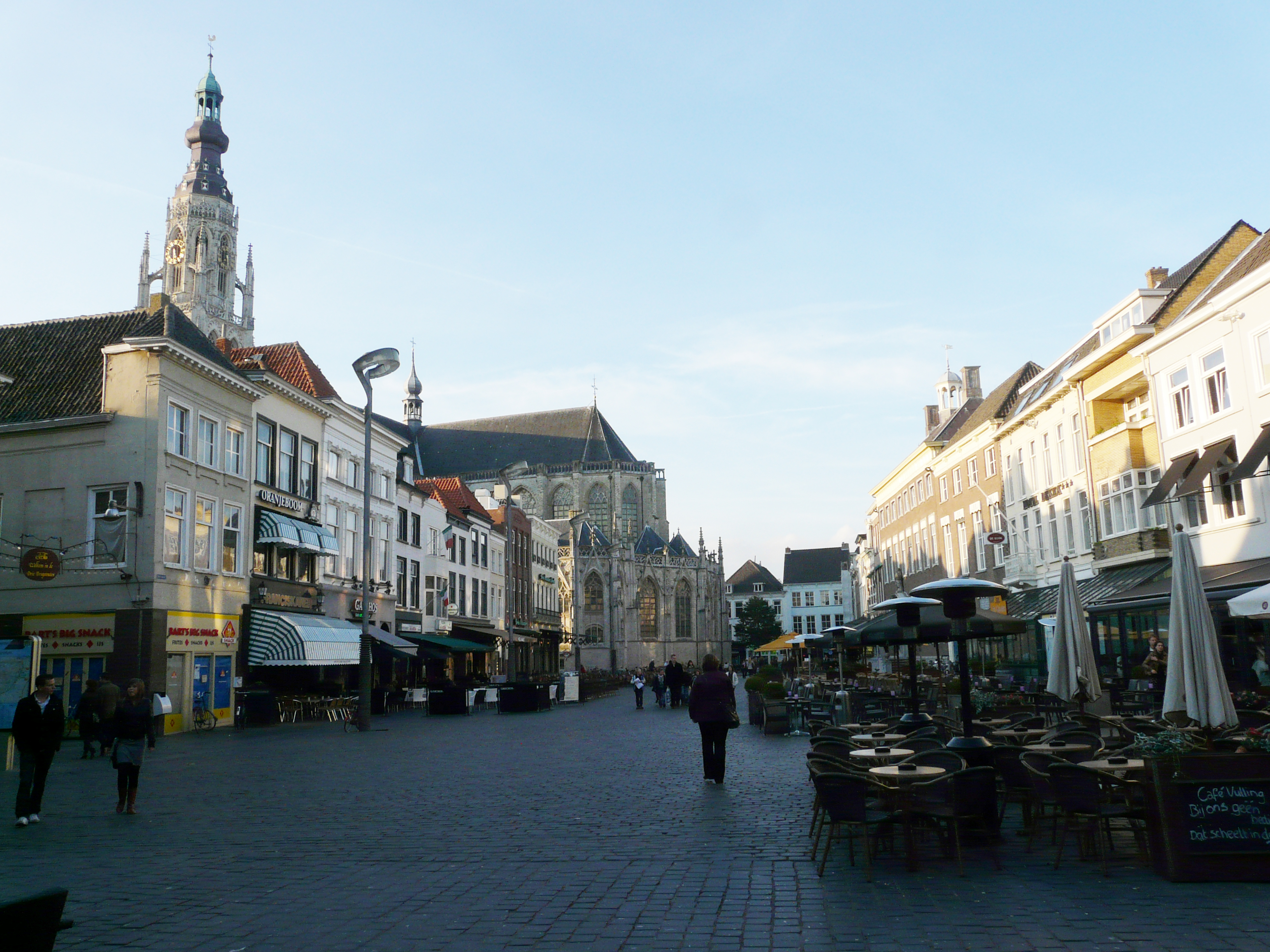
Vue de l'église Notre-Dame.
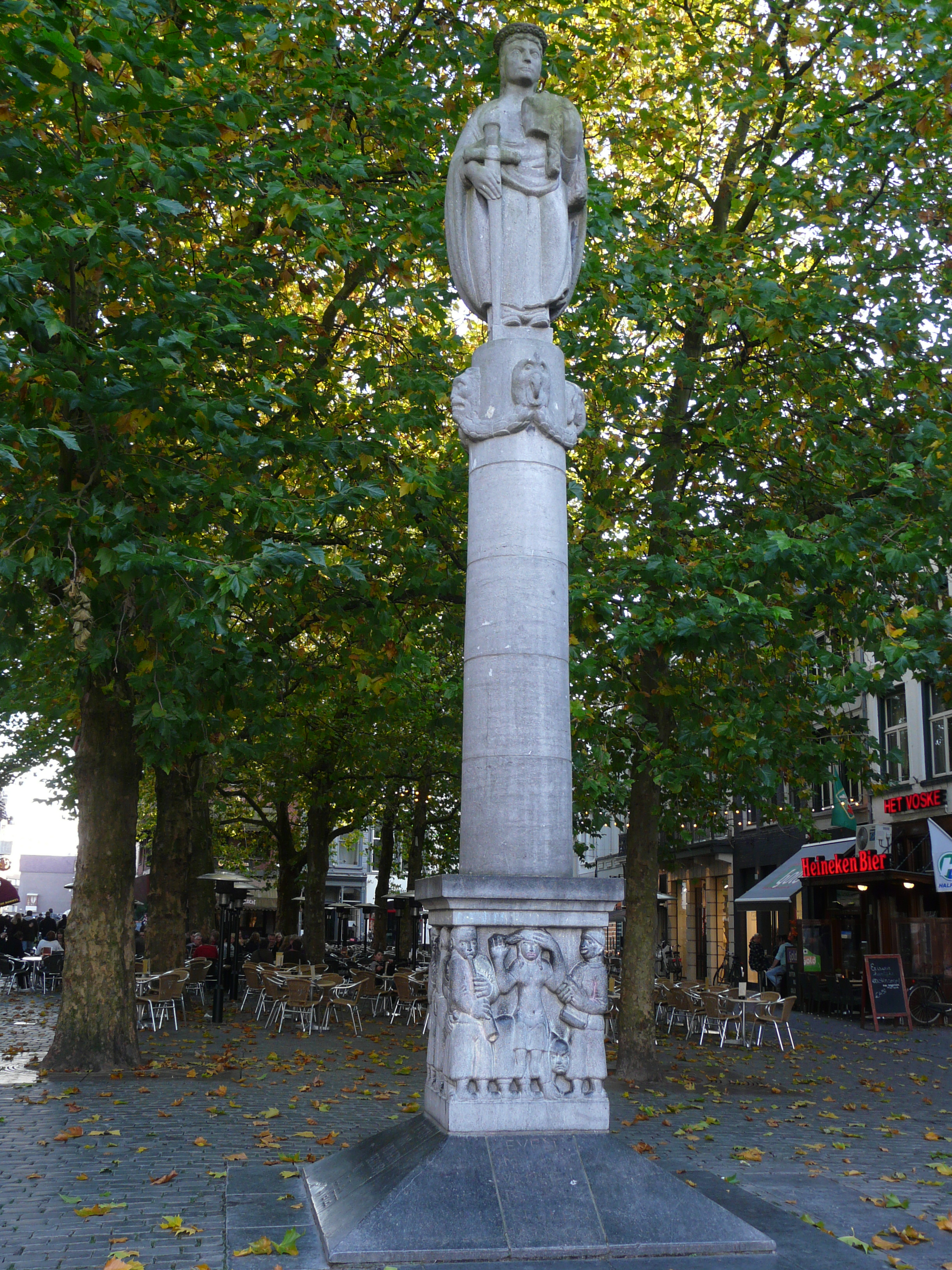
La statue de Judith et la tête d'Holopherne.
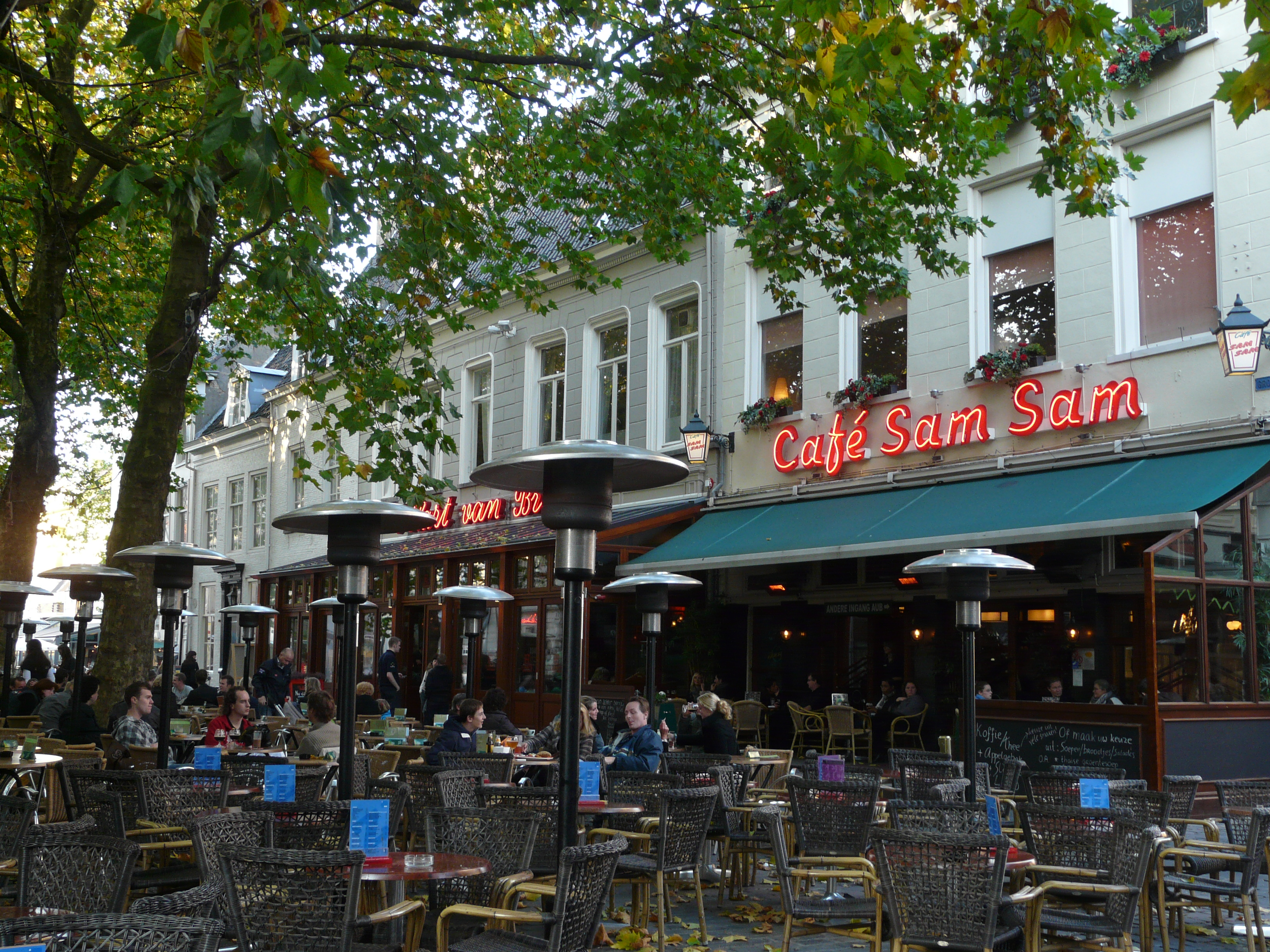
Des cafés sur la place.
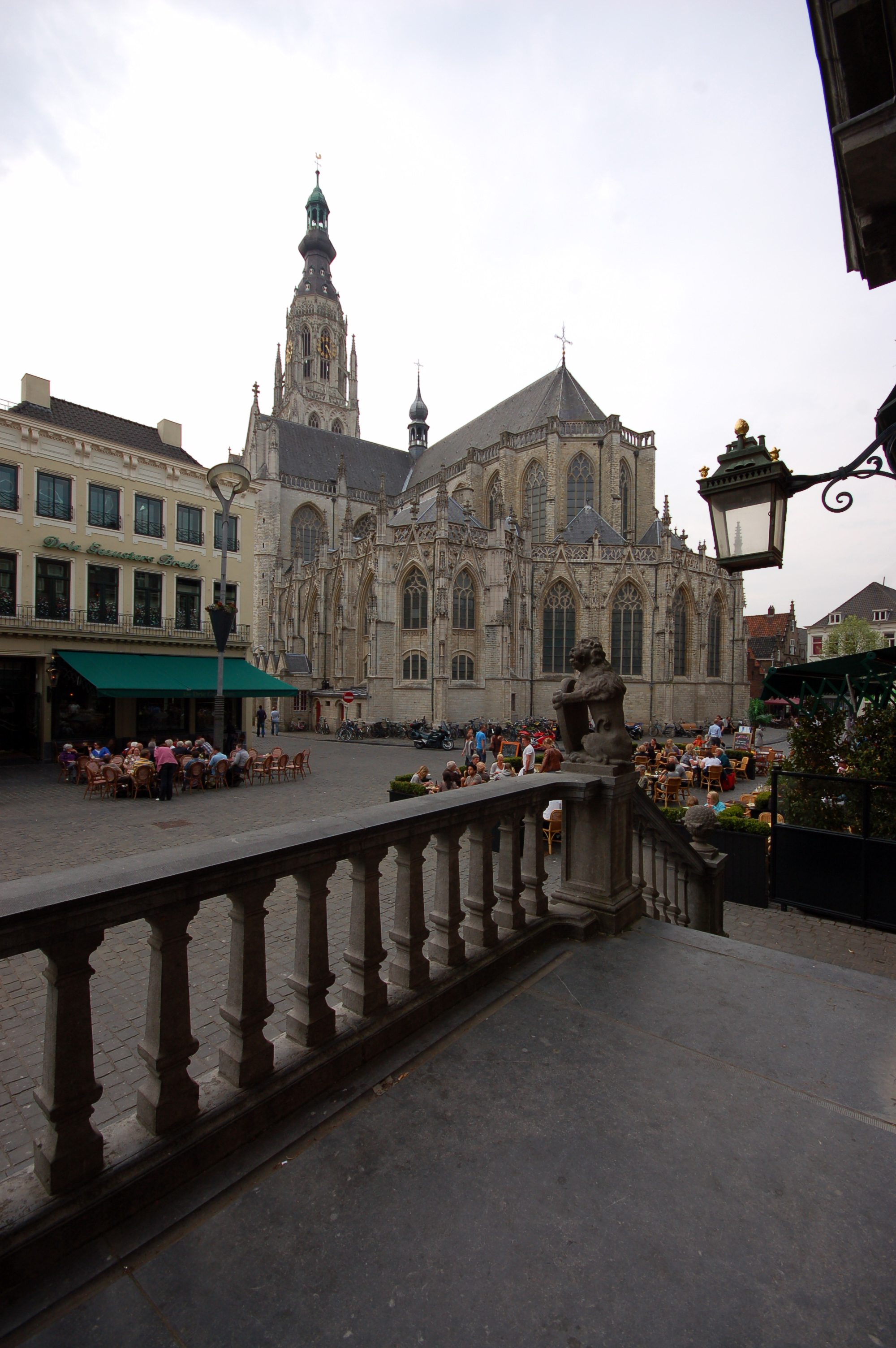
L'église Notre-Dame vue de la Grand-Place.
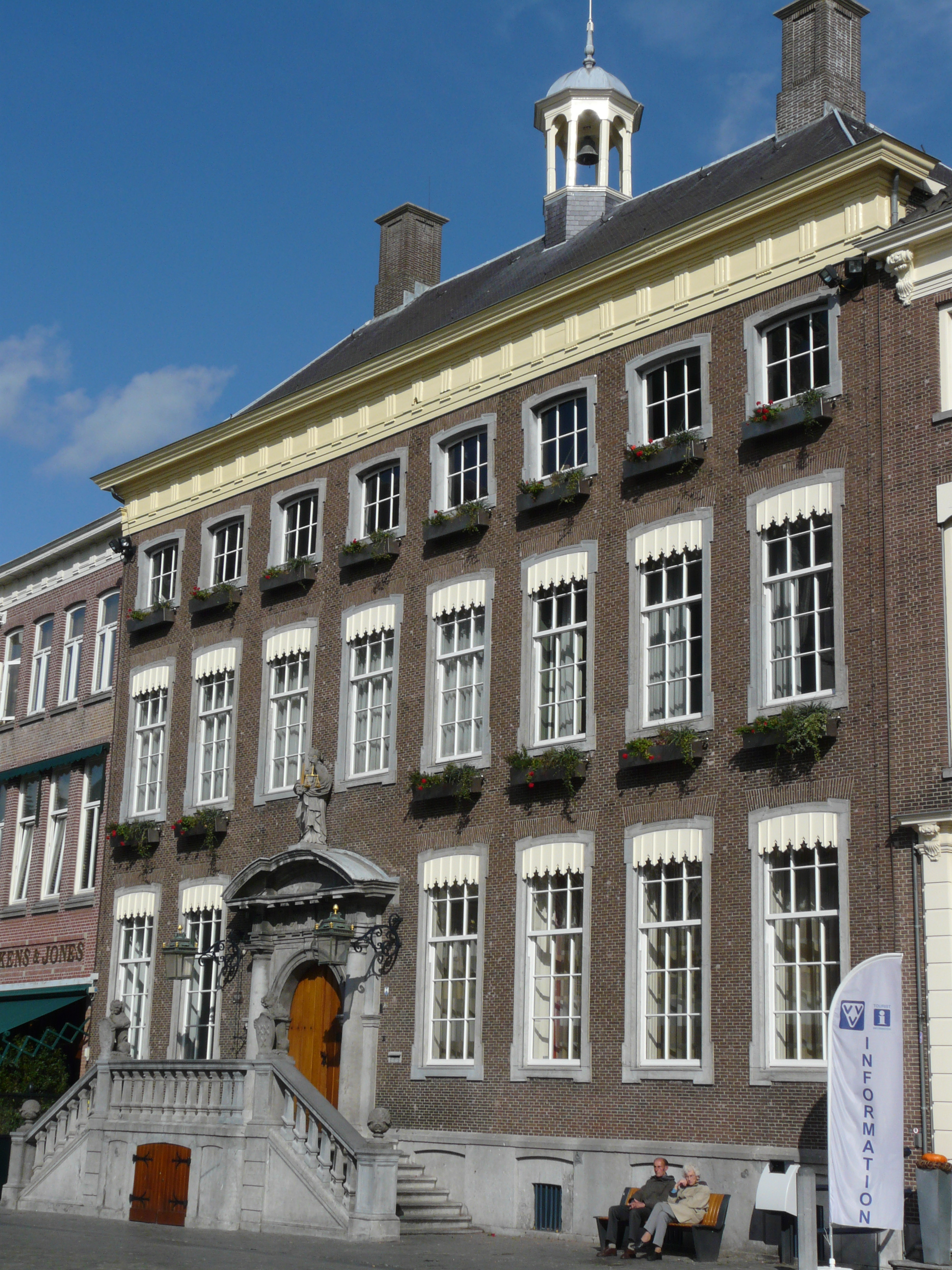
L'Hôtel de ville.
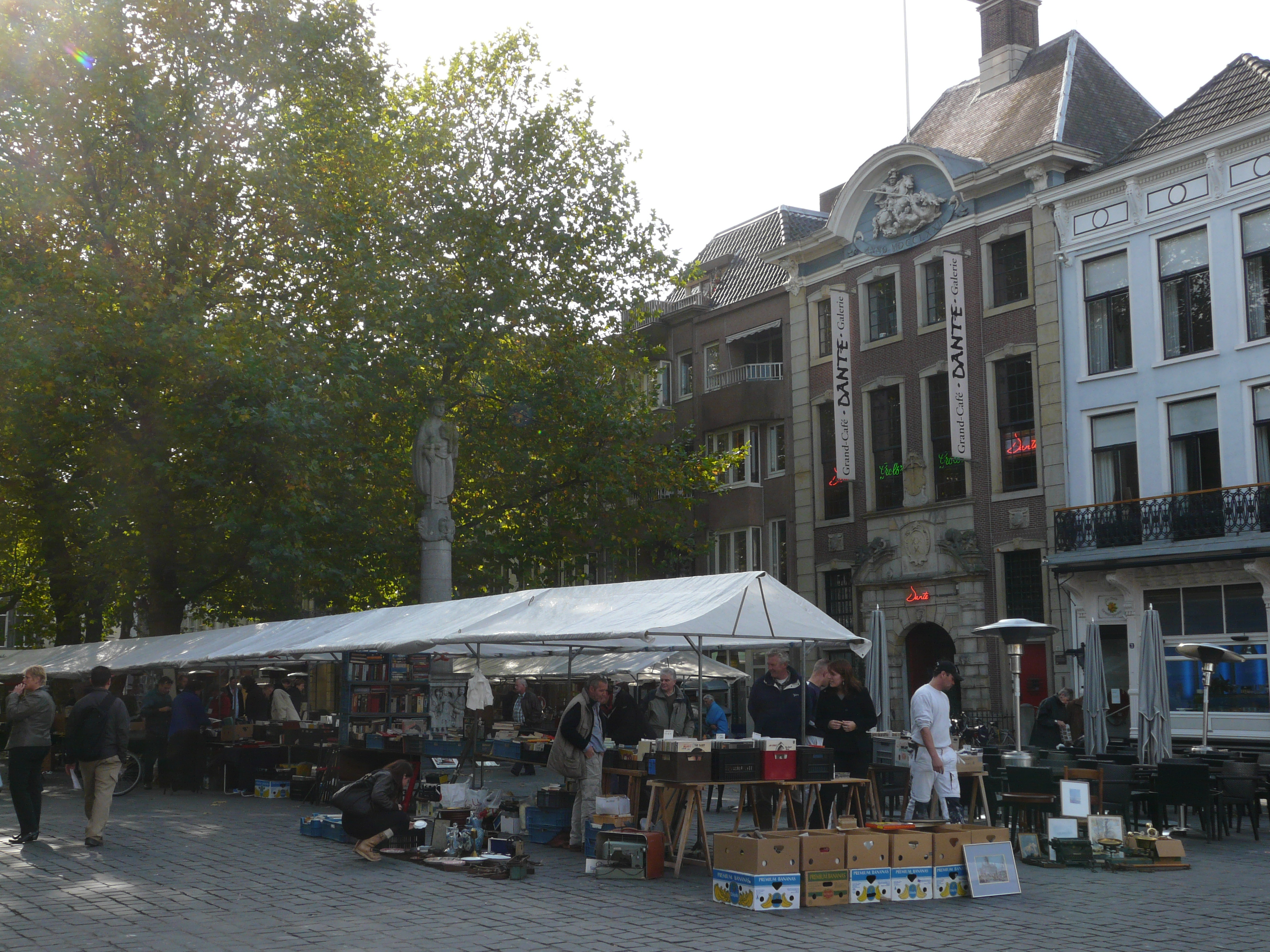
Tous les mercredis, un marché de livres et d'antiquités est situé sur la place.
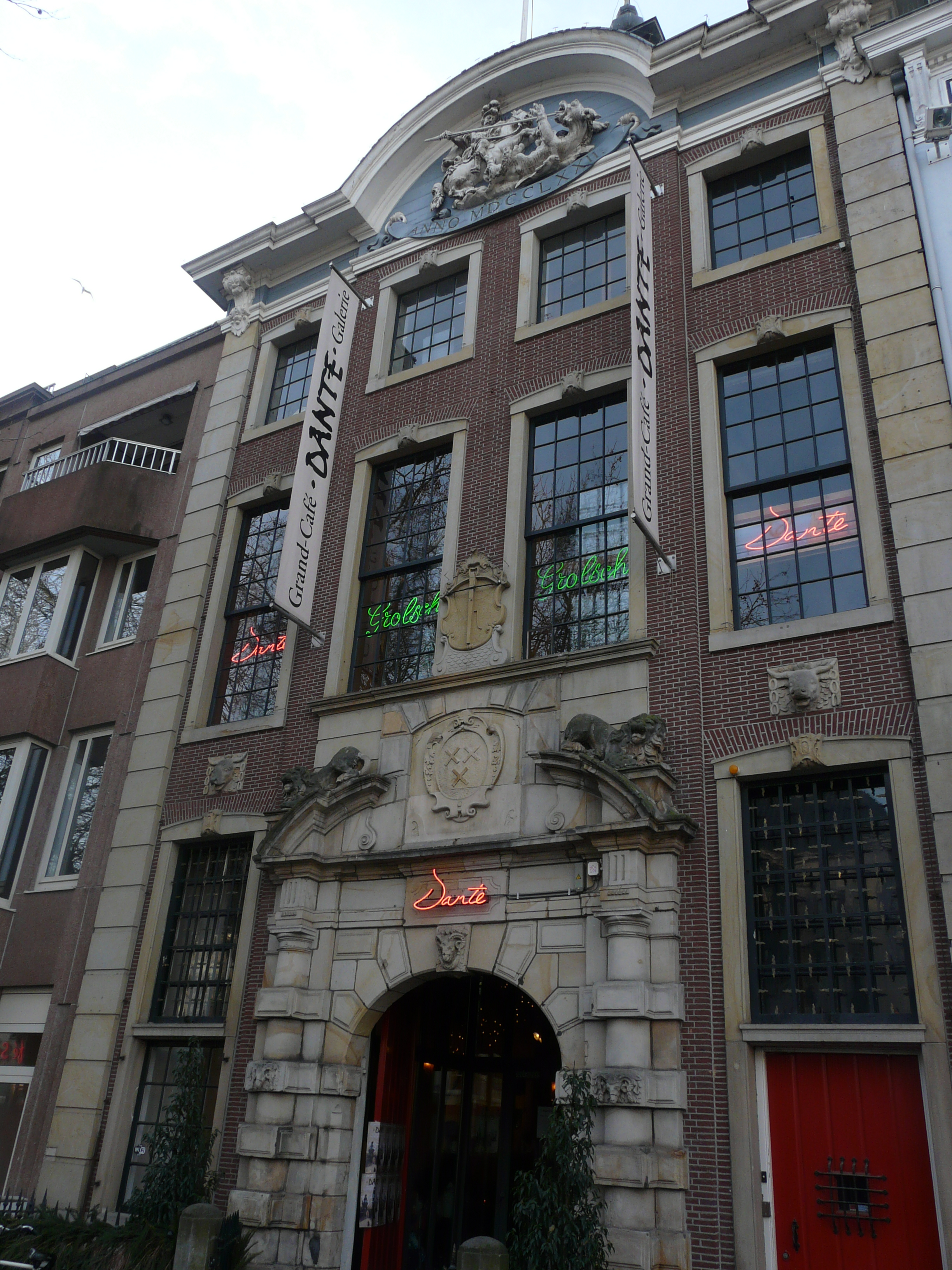
L'ancienne halle aux viandes de Bréda.